# Куртароло
Куртароло је насеље у Италији у округу Падова, региону Венето.
Према процени из 2011. у насељу је живело 1215 становника. Насеље се налази на надморској висини од 17 м.

## Становништво
| 1951. | 1961. | 1971. | 1981. | 1991. | 2001. | 2011. |
| ----- | ----- | ----- | ----- | ----- | ----- | ----- |
| 4.950 | 4.770 | 5.217 | 5.770 | 5.930 | 6.294 | 7.175 |